# Cassia angolensis
Cassia angolensis är en ärtväxtart som beskrevs av William Philip Hiern. Cassia angolensis ingår i släktet Cassia och familjen ärtväxter. Inga underarter finns listade i Catalogue of Life.